# New England Black Wolves
O New England Black Wolves é um clube profissional de box lacrosse, sediado em Uncasville, Connecticut, Estados Unidos. O clube disputa a National Lacrosse League.

## História
A franquia foi fundada em 2014, o time foi realocado do histórico Philadelphia Wings, que atuou de 1986 até 2014, na Filadélfia.